# Тит Хатерий Непот
Тит Хатерий Непот Атинат Проб Публиций Матениан (на латински: Titus Haterius Nepos Atinas Probus Publicius Matenianus) е политик и сенатор на Римската империя през 2 век.

## Биография
Произлиза от фамилията Хатерии.
През 120 – 124 г. вероятно е префект на Египет. През 134 г. е суфектконсул на мястото на Луций Юлий Урс Сервиан заедно с редовния консул Тит Вибий Вар.